# 貓狗大戰
一部2001年美國喜劇電影，由勞倫斯·葛特曼執導，約翰·雷戈雅和葛倫·費卡拉共同撰寫劇本，由傑夫·高布倫、伊莉莎白·帕金斯和亞歷山大·波洛克主演，陶比·麥奎爾、亞歷·鮑德溫、肖恩·海斯、蘇珊·莎蘭登、卻爾登·希斯頓、喬恩·拉威茨、喬·潘托利亞諾和麥可·克拉克·鄧肯擔任主要配音員。
《貓狗大戰》於2001年7月4日在美國上映。續集《貓狗大戰：珍珠貓大反撲》於2010年7月30日在美國上映。

## 演員
- 傑夫·高布倫飾演查爾斯·布洛狄教授（Professor Charles Brody）
- 伊莉莎白·帕金斯飾演卡羅琳·布洛狄夫人（Mrs. Carolyn Brody）
- 亞歷山大·波洛克（英语：Alexander Pollock）飾演史考提·布洛狄（Scotty Brody）
- 米瑞安·瑪格萊斯飾演蘇菲女僕（Sophie the Maid）

### 配音員
- 陶比·麥奎爾聲演路易斯·「小盧」·布洛狄（Louis "Lou" Brody）：生活在布洛狄家的小獵犬。
- 亞歷·鮑德溫聲演布奇（Butch）：坎高犬，經驗豐富的外勤特務，也是小盧的導師。
- 肖恩·海斯聲演丁哥（Mr. Tinkles）：波斯貓，貓族首領，試圖征服人類、統治世界。
- 蘇珊·莎蘭登聲演艾薇（Ivy）：薩路基獵犬，前特務。
- 卻爾登·希斯頓聲演獒犬（The Mastiff）：英國獒犬，狗族首領。
- 喬恩·拉威茨聲演卡利科（Calico）：異國短毛貓，丁哥的副手。
- 喬·潘托利亞諾聲演皮克（Peek）：中國冠毛犬（英语：Chinese Crested Dog），特務。
- 麥可·克拉克·鄧肯聲演山姆（Sam）：英國古代牧羊犬，特務。
- 比利·韋斯特（英语：Billy West）和丹尼·曼（Danny Mann）聲演忍者貓（Ninja Cat）
- 葛倫·費卡拉（英语：Glenn Ficarra）聲演迪米崔·肯內爾科夫／俄羅斯人（Dimitri Kennelkoff / The Russian）：俄羅斯藍貓，負責在布洛狄教授的實驗室裡引爆炸藥。
- 保羅·帕普（英语：Paul Pape）聲演沃爾夫·布利澤（Wolf Blitzer）：犬類新聞網（Canine News Network，CNN）的記者。
- 維克多·威森（Victor Wilson）聲演教育班長（Drill Sergeant）：杜賓犬。
- 查爾斯・豪爾頓（英语：Charles Howerton）聲演狗總部的德國牧羊犬（German Shepherd at Dog Headquarters）
- 李察·史蒂文·霍維茨（英语：Richard Steven Horvitz）聲演穀倉裡的小狗（The Puppy at Barn）
- 約翰·麥可·希金斯聲演姜小貓（Ginger Kitten）

## 發行
《貓狗大戰》於2001年7月4日在美國上映。

### 評價
爛番茄根據117條評論，持有54%的新鮮度，平均得分5.5／10，觀眾投票獲得32%的分數，平均得分為2.8／5。在Metacritic上，電影獲得47分。

## 外部連結
- 互联网电影数据库（IMDb）上《貓狗大戰》的资料（英文）
- Box Office Mojo上《貓狗大戰》的資料（英文）
- Metacritic上《貓狗大戰》的資料（英文）
- 爛番茄上《貓狗大戰》的資料（英文）
- AllMovie上《貓狗大戰》的资料（英文）
- 開眼電影網上《貓狗大戰》的資料（繁體中文）
- Yahoo奇摩電影上《貓狗大戰》的資料（繁體中文）
- 时光网上《貓狗大戰》的資料（简体中文）
- 豆瓣电影上《貓狗大戰》的資料 （简体中文）